# Dayle Haddon
Dayle Haddon (ur. 26 maja 1949 w Montrealu, zm. 27 grudnia 2024 w Solebury Township) – kanadyjska modelka i aktorka.

## Życiorys
Urodziła się i wychowała w Montrealu. Od lat 70. była modelką. Pracowała, m.in. dla przedsiębiorstw kosmetycznych Max Factor, Revlon, Estée Lauder i L'Oréal. Od 1973 występowała również w filmach. Założyła organizację działającą na rzecz edukacji kobiet WomenOne.
Zmarła nad ranem 27 grudnia 2024 w swoim domu w Solebury Township, w hrabstwie Bucks, w  Pensylwanii. Przyczyną śmierci było zatrucie tlenkiem węgla.